# Fort Chabrol

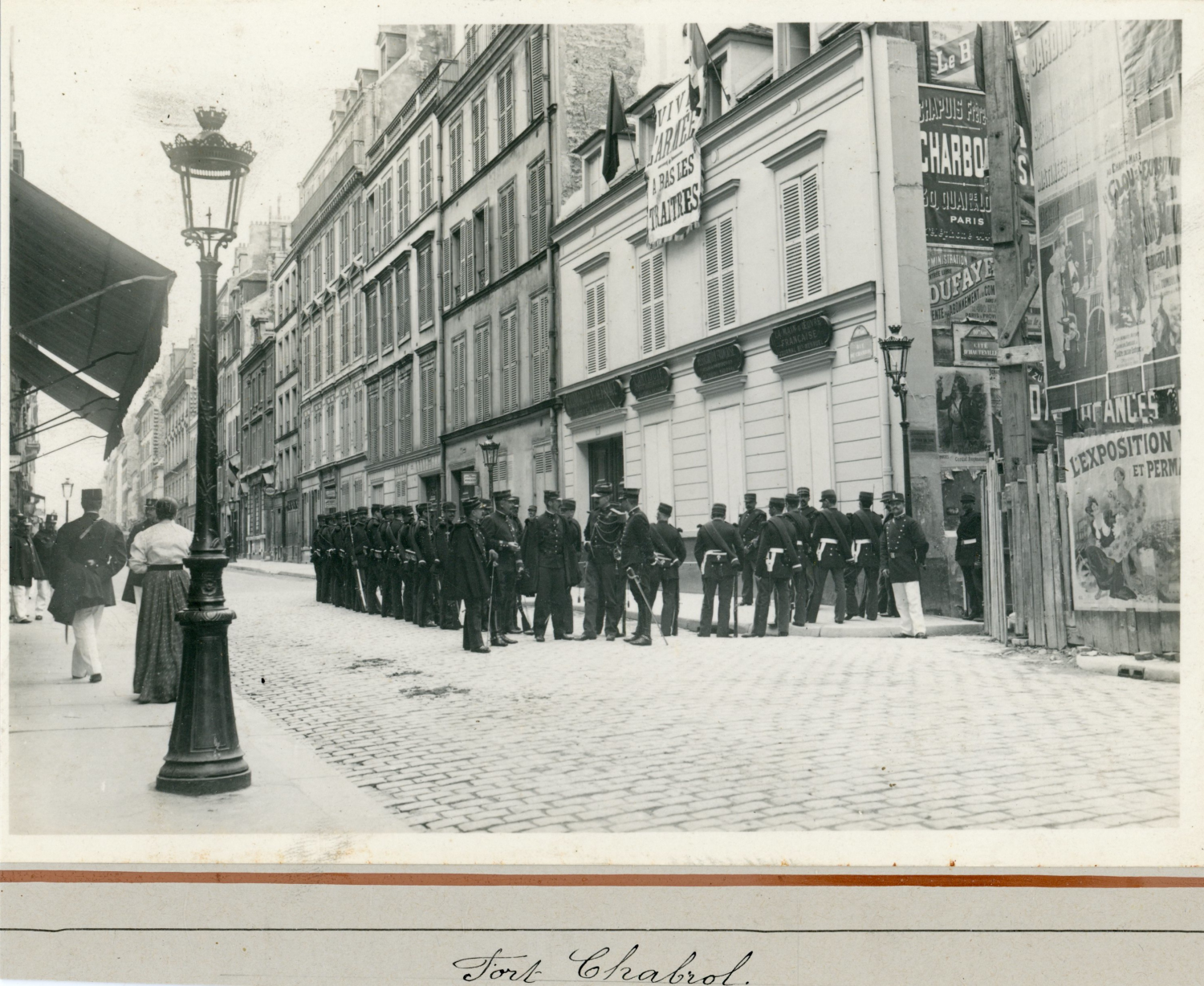
Polizisten bewachen Fort Chabrol (1899)

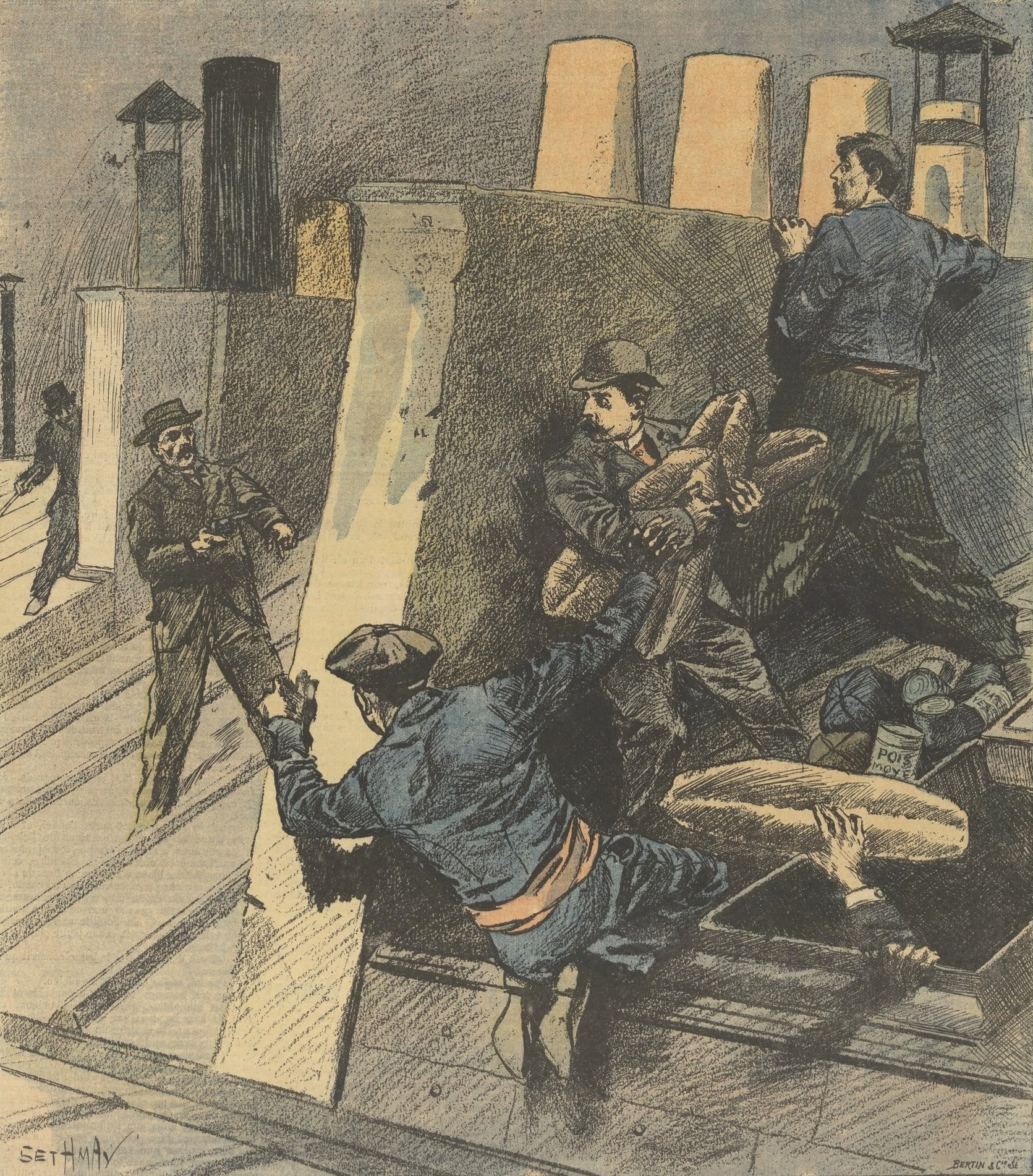
Letzte Versorger des Fort Chabrol

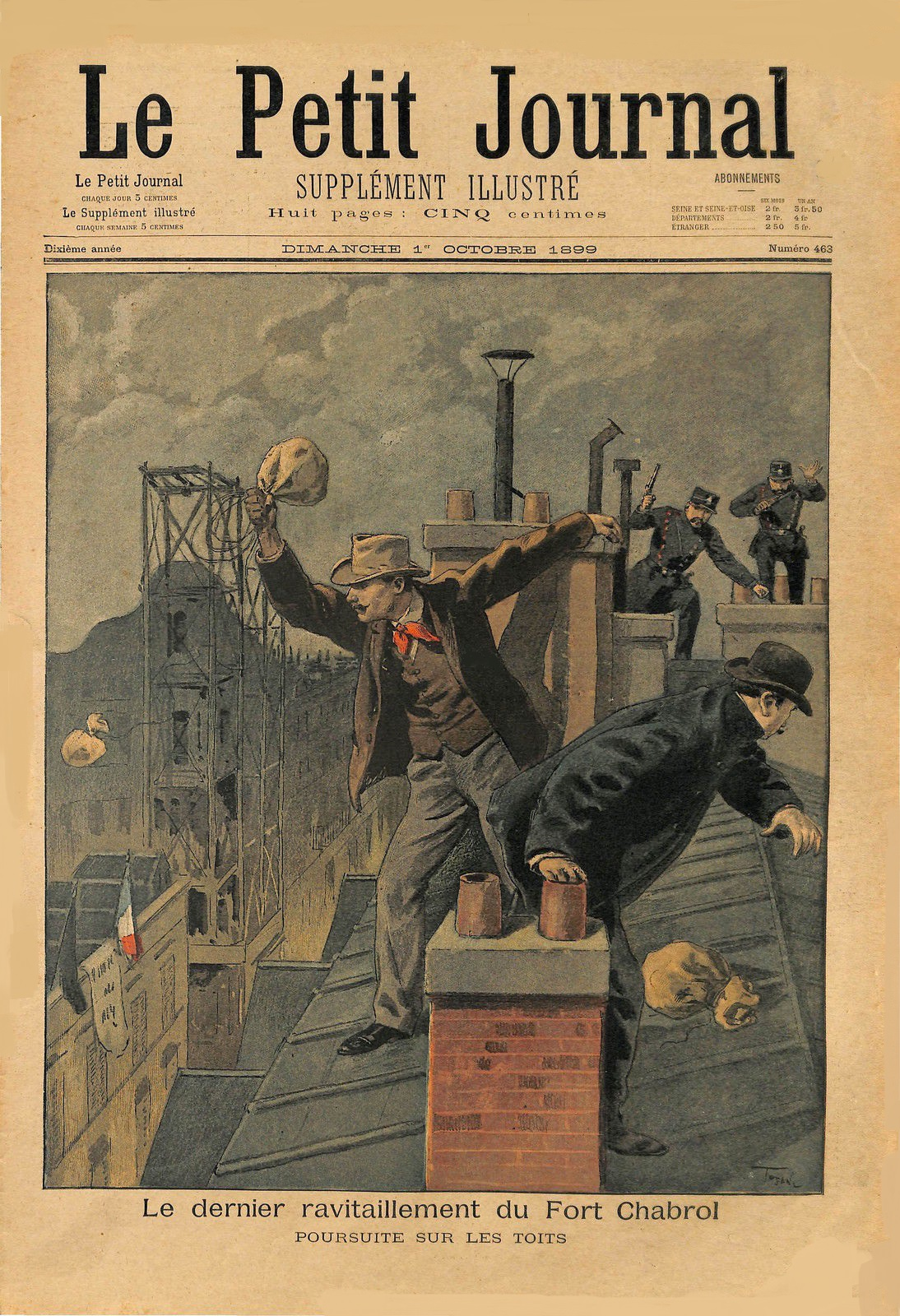
„Die letzte Verpflegung am Fort Chabrol. Verfolgung auf den Dächern.“ Titelseite der illustrierten Beilage des Petit Journal vom 1. Oktober 1899.

Fort Chabrol bezeichnet ein Aufsehen erregendes Ereignis im Jahr 1899 in Paris, als sich der französische Journalist Jules Guérin 38 Tage lang vom 12. August bis 20. September in einem Gebäude der Rue de Chabrol verschanzte, weil er sich weigerte, dem gegen ihn erlassenen Vorführungsbefehl Folge zu leisten. Die französische Regierung Waldeck-Rousseau befürchtete einen nationalistischen und monarchistischen Aufstand anlässlich des Revisionsprozesses gegen Alfred Dreyfus in Rennes.

## Hergang
Pierre Waldeck-Rousseau wollte gegen die Führer der nationalistischen Ligen vorgehen, die der Verschwörung gegen die Sicherheit des Staates beschuldigt wurden.
Am 12. August 1899 verhafteten die Behörden Paul Déroulède und die Führer der Ligue des patriotes sowie die Führer der Jeunesses royalistes und der Ligue antisémitique de France. Jules Guérin, Präsident der Ligue antisémitique und Herausgeber der Wochenzeitschrift L’Antijuif, weigerte sich, dem gegen ihn erlassenen Vorführungsbefehl Folge zu leisten und verschanzte sich im Gebäude des Grand Occident de France in der Rue de Chabrol Nr. 51. Eine Rolle spielte, dass zur selben Zeit in Rennes der zweite Prozess gegen Alfred Dreyfus mit einer erneuten Verurteilung Dreyfus’ und einer Begnadigung durch den Staatspräsidenten Loubet endete.
Das belagerte Gebäude wurde in den Tagen vor der Kapitulation aus einer angemieteten Wohnung in der Rue La Fayette Nr. 114 mit Lebensmitteln versorgt. Die Pakete wurden von den Dächern geworfen, aber nicht alle erreichten ihr Ziel: Einige fielen auf die Straße. Nach achtunddreißigtägigem Widerstand ergaben sich die Aufständischen am 20. September 1899.
Der Senat konstituierte sich als Hohes Gericht, um Déroulède, Guérin und 65 ihrer Anhänger wegen Verschwörung gegen die Sicherheit des Staates vor Gericht zu stellen. Am 20. August 1899 kam es jedoch in der Nähe des Fort Chabrol zu heftigen Kämpfen zwischen Antisemiten und Revolutionären. Alle wurden von der Polizei in die Rue Saint-Maur zurückgedrängt, wo die Anarchisten die Kirche Saint-Joseph verwüsteten und in Brand steckten.
Aufgrund dieser Vorfälle fand die erste Verhandlung am 9. November 1899 statt, das Urteil wurde am 4. Januar 1900 verkündet. Déroulède und André Buffet wurden zu zehn Jahren Verbannung, Guérin zu zehn Jahren Gefängnis verurteilt. Alle anderen Angeklagten wurden freigesprochen, mit Ausnahme von Eugène de Lur-Saluces, der zu fünf Jahren Verbannung verurteilt wurde.

## Rezeption
Nach diesem Ereignis hat sich in französischsprachigen Ländern der Ausdruck „un fort Chabrol“ eingebürgert, um eine Situation zu beschreiben, in der sich eine Person – meist bewaffnet, manchmal mit Geiseln – in einem von Polizeikräften umstellten Gebäude verschanzt. Beispiele hierfür finden sich in der Presse.
Die Vorgänge wurden in der französischen Serie Paris Police 1900 (2021) erzählt.
Der französische Schriftsteller Maurice Attia erwähnte dieses Ereignis ausführlich in einem seiner Romane: Le rouge et le brun, erschienen 2021 im Verlag Jigal.